# Lotus 78

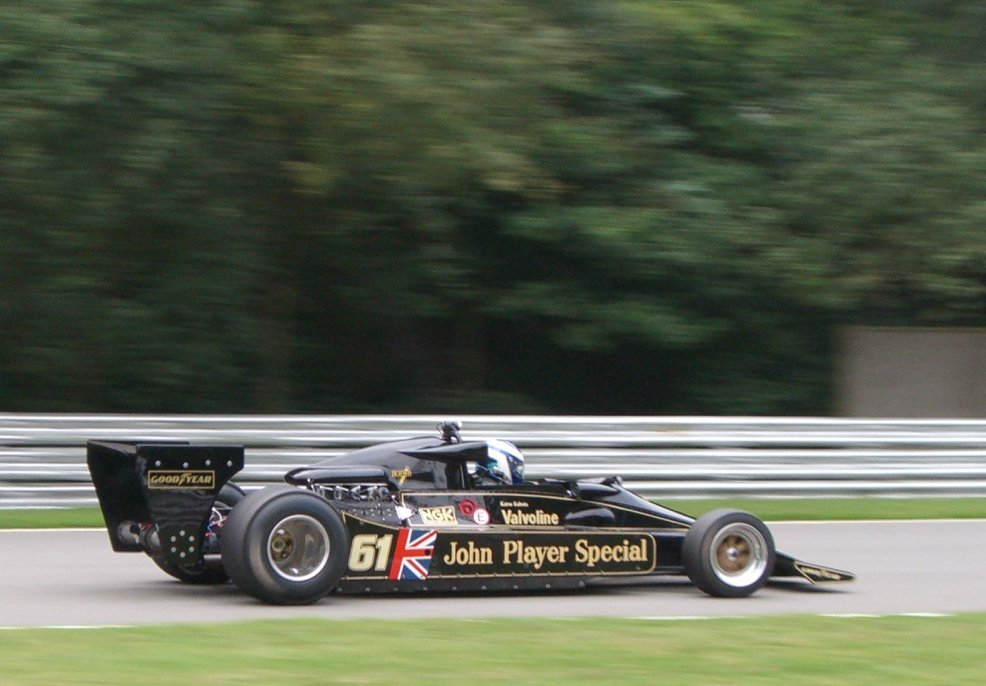
Lotus 78

Der Lotus 78 war ein vom britischen Rennteam Lotus gebauter Formel-1-Rennwagen, der 1977 und 1978 in der Weltmeisterschaft zum Einsatz kam.

## Entwicklungsgeschichte
Der Lotus 78 stellte eine Zäsur im Bau von Monoposto-Rennwagen dar. Der von Colin Chapman in seinen Grundzügen festgelegte Wagen war das erste echte Wing Car der Formel-1-Geschichte und wegweisend für viele Rennwagen, die in der Folge nach diesem Konzept gebaut wurden. Der Aerodynamiker Peter Wright nutzte bei der Konstruktion des 78 den negativen Bodeneffekt.
Baulich wurde dies durch Luftkanäle erreicht, die im Inneren der Seitenkästen als negatives Flügelprofil ausgeformt sind (Darstellung im Bild links). Das Prinzip entspricht einer Venturi-Düse (Bild rechts), die zwischen dem Flügelprofil und der Rennbahn gebildet wird. Beim Eintritt in den Kanal ist die Strömungsgeschwindigkeit vergleichsweise gering und der Luftdruck hoch.
Je weiter die Luft in Richtung der größten Profildicke des Flügels gedrückt wird, desto mehr wird sie dabei beschleunigt und der Luftdruck nimmt mehr und mehr ab. Nachdem die Luft den Punkt des geringsten Abstands zwischen Flügel und Piste, also die Stelle des größtmöglichen Unterdrucks passiert hat, kehren sich die Verhältnisse um. Der Durchmesser des Venturi-Rohrs nimmt zu, die Luft kann sich wieder ausdehnen und verliert dabei an Geschwindigkeit, was mit einem Steigen des Luftdrucks einhergeht.

Durch diesen Effekt wurde der Anpressdruck des Fahrzeugs auf die Fahrbahn bedeutend erhöht. Zusätzlich wurden seitlich am Chassis auf der Fahrbahn schleifende Leisten bzw. Schürzen aus Hartgummi angebracht, die den Raum zwischen dem Unterboden des Fahrzeugs und der Fahrbahn abdichteten, um den Effekt weiter zu verstärken. Diese Konstruktion verschaffte dem Lotus 78 einen dreifach höheren Anpressdruck bei gleichbleibendem Luftwiderstand. Ralph Bellamy und Martin Ogilvie waren für das Monocoque zuständig und wählten eine Aluminium-Verbundbauweise. Die Karosserie war schlank und hatte breite Seitenteile für die Kühler und den Kraftstofftank. Als Antrieb kam das bewährte V8-Agreggat von Cosworth zum Einsatz.

## Renngeschichte
Der Wagen debütierte beim Großen Preis von Argentinien mit Mario Andretti und Gunnar Nilsson am Steuer. Der Lotus 78 war das schnellste Auto der Saison. Schon beim vierten Start, dem Großen Preis der USA-West, steuerte Andretti den 78 zum Sieg. Drei weitere Erfolge waren aber zu wenig, um den beständigen Niki Lauda am zweiten Weltmeistertitel zu hindern. Neben den Siegen in Spanien und Italien siegte Andretti auch beim Rennen in Frankreich, wo er den lange führenden John Watson im Brabham BT45 in der letzten Runde noch abfangen konnte.
Der Schwede Nilsson gewann den Großen Preis von Belgien, sein erster und einziger Grand-Prix-Sieg. Nilssons Landsmann Ronnie Peterson verunglückte 1978 in Monza nach einer Massenkollision am Start in einem Lotus 78 und starb nach der anschließenden Operation infolge von Komplikationen. Im selben Jahr hatte Peterson den Großen Preis von Südafrika mit dem 78 gewonnen.
1978 wurde der 78 vom Lotus 79 abgelöst.